# 王市镇
王市镇，是中华人民共和国安徽省亳州市利辛县下辖的一个乡镇级行政单位。

## 行政区划
王市镇下辖以下地区：
王市社区、东城社区、中王社区、前潘村、高寨村、朱新寨村、刘寨村、常郢村、马万庄村、王郢村、金李村、刘元村和马高庄村。